# John Bell Hood
John Bell Hood (Owingsville, Kentucky 1 juni 1831 of 29 juni  1831- New Orleans, Louisiana 30 augustus 1879) was een beroepsmilitair. Tijdens de Amerikaanse Burgeroorlog was hij een generaal in het Zuidelijke leger. Hood was een bekwame maar agressieve commandant.

## Vroege jaren

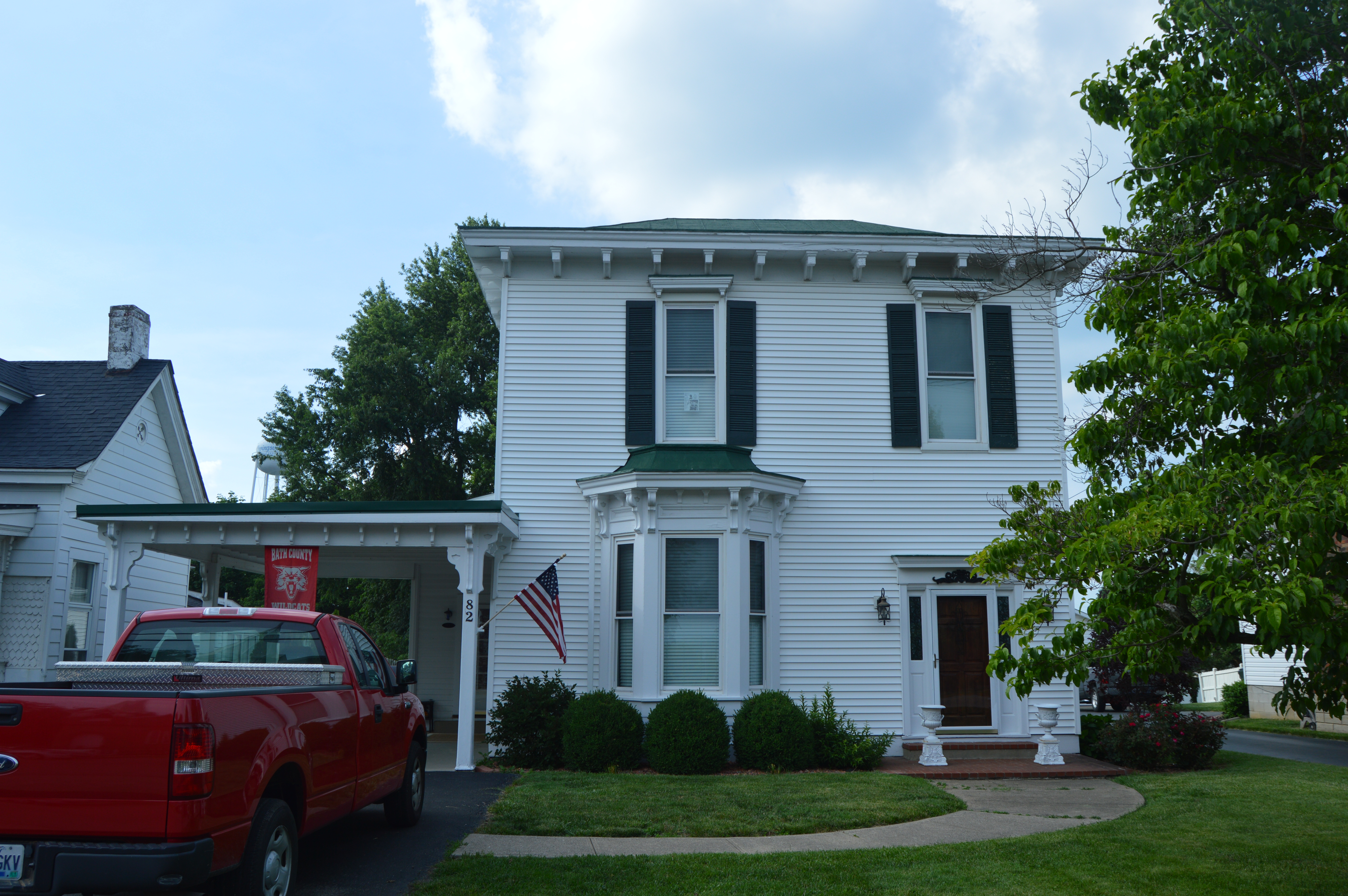
Hoods geboortehuis

Hood werd geboren in Owingsville, Kentucky. Hij was de zoon van Dokter John Wills Hood (1798-1852) en Theodosia French Hood (1801–1886).  Hood was de neef van de latere Zuidelijke generaal-majoor G. W. Smith en van het federaal parlementslid Richard French. Hoewel zijn vader geen groot voorstander was, kon Hood dankzij French aan de United States Military Academy in West Point gaan studeren. Hij studeerde af in 1853 als 44ste in een klas van 52 kadetten. In zijn laatste jaar werd hij bijna uit de academie gezet wegens wangedrag.  Tijdens zijn studententijd en ook later, bij vrienden, werd hij aangesproken als "Sam". Onder zijn klasgenoten bevonden zich James B. McPherson en John M. Schofield .Hij kreeg les van George Henry Thomas. Deze drie mannen zouden tijdens de Amerikaanse Burgeroorlog generaals in het Noordelijke leger worden. En tussen 1852 en 1855 was de superintendent of schooldirecteur van het instituut gebrevetteerd kolonel Robert E. Lee, zijn latere bevelhebber aan het oostelijke front.
Hood kreeg een aanstelling als gebrevetteerd tweede luitenant in het 4th U.S. Infantry. Hij diende in Fort Jones in Californië en werd later overgeplaatst naar de 2nd U.S. Cavalry in Texas waar kolonel Albert Sidney Johnston zijn bevelhebber was. Terwijl hij op 20 juli 1857 op patrouille was, werd hij geraakt door een pijl in zijn linkerhand door een Comanche. Hood werd in augustus 1858 bevorderd tot  eerste luitenant.
Niettegenstaande zijn bescheiden rangorde na het afstuderen in West Point, kreeg Hood in 1860 het voorstel om cavalerie-instructeur te worden aan de militaire academie. Hij sloeg dit aanbod af. Hij was veel liever bij zijn regiment in actieve dienst.

## Amerikaanse Burgeroorlog

### De Texasbrigade
Toen hem het nieuws bereikte van de Aanval op Fort Sumter nam Hood ontslag uit het U.S. Army. Zijn thuisstaat Kentucky koos voor neutraliteit in het conflict. Daarom besliste Hood om dienst te nemen in een regiment uit Texas als kapitein bij de cavalerie. Hij werd al snel bevorderd tot majoor en naar de cavalerie in Virginia gestuurd die onder leiding stond van brigadegeneraal John B. Magruder. Hood en zijn eenheid wonnen een eerste keer tijdens de Schermutseling bij Cedar Lane op 12 juli 1861. Ze namen 12 soldaten van het 7th New York Regiment of Volunteers en twee deserteurs van Fort Monroe gevangen. Ze kregen lof van Lee en Magruder. Op 30 september werd Hood bevorderd tot kolonel van het 4th Texas Infantry Regiment.
Op 20 februari 1862 kreeg Hood het bevel over een brigade die voornamelijk uit regimenten uit Texas bestond. Daarom zou het al snel de Texas Brigade genoemd worden. Deze brigade werd in herfst van 1861 geformeerd onder leiding van de voormalige U.S. senator Louis T. Wigfall. Hij nam kort nadien ontslag om in het Zuidelijke congres te gaan zetelen. Op 26 maart 1862 werd Hood bevorderd tot brigadegeneraal. Met zijn brigade nam hij deel aan de Schiereilandveldtocht als onderdeel van het Army of Northern Virginia. Hood maakte naam als een agressieve en bekwame brigadecommandant. Hij leidde zijn troepen persoonlijk in de strijd en zijn brigade kreeg al snel een elitestatus binnen het leger. Tijdens de Slag bij Eltham's Landing slaagden zijn soldaten erin om een Noordelijke amfibische landing te weerstaan. De Texasbrigade werd tijdens de  Slag bij Seven Pines in reserve gehouden.
Tijdens de Slag bij Gaines' Mill op 27 juni 1862 ging Hood zijn manschappen voor in een aanval die de Noordelijke slaglinie brak. Het was één van de meest succesvolle Zuidelijke acties tijdens de Zevendagenslag. Hood kwam zonder schrammetje uit de strijd, maar 400 soldaten en de meeste van zijn officieren uit de Texas Brigade waar gesneuveld of gewond. Toen hij de restanten van zijn eenheid zag, brak hij in tranen uit en leed hij onder het verlies van zoveel goede soldaten. Toen generaal-majoor Stonewall Jackson de Noordelijke stellingen inspecteerde zei hij: "De mannen die deze stelling hebben ingenomen, zijn waarlijk echte soldaten."
Toen generaal-majoor William H.C. Whiting op 26 juli 1862 op ziekteverlof werd gestuurd, nam Hood het bevel over zijn divisie over. De divisie werd ondergebracht bij het korps van luitenant-generaal James Longstreet. Bij Seven Pines bestond de divisie nog uit vijf brigades. Door verschillende reorganisaties werd de slagkracht van de divisie gereduceerd tot twee brigades, namelijk de Texas Brigade en een brigade van regimenten uit Mississippi. Deze laatste stond onder leiding van kolonel Evander M. Law. Voor de Veldtocht in noordelijk Virginia werd de brigade van brigadegeneraal Nathan "Shanks" Evans toegevoegd aan Hoods divisie. Evans was technisch gezien zijn meerdere omdat hij al langer brigadegeneraal was. Tijdens de Tweede Slag bij Bull Run voerde Hood en zijn manschappen een aanval uit op de Noordelijke linkerflank waardoor de Noordelijken zich moesten terugtrekken. Opnieuw verloor Hood veel soldaten. Zijn twee brigades telden meer dan 1.000 slachtoffers en nog eens 500 in de toegevoegde brigade van Evans.
Terwijl de Zuidelijken de Noordelijken achtervolgden na de slag ontstond er een meningsverschil tussen Evans en Hood over ambulances. Evans plaatste Hood onder arrest, maar generaal Robert E. Lee kwam tussenbeide. Net voor de Slag bij South Mountain in de Marylandveldtocht was Hood nog in de achterhoede onder virtueel arrest. Toen Lee de Texasbrigade voorbij reed, riepen de soldaten "Geef ons Hood terug!" Lee liet Hood vrij, ondanks het feit dat Hood zich niet wou verontschuldigen bij Evans.
Tijdens de Slag bij Antietam kwam Hoods divisie Stonewall Jackson korps versterken op de Zuidelijke linkerflank. Samen slaagden ze erin om een aanval van het Noordelijke I Corps in de West Woods af te slaan. Ook een tweede aanval van het Noordelijke XII Corps kon gestopt worden. Toen generaal Lee de avond na de slag vroeg waar Hoods divisie was, antwoordde hij:"Ze liggen daar in het veld waar u ze gestuurd hebt. Mijn divisie is vrijwel volledig weggevaagd." Meer dan de helft van zijn 2.000 soldaten waren gedood of gewond. Onder de indruk van zijn vechtlust en inzet werd Hood door Jackson voorgedragen ter promotie tot generaal-majoor. Dit werd officieel op 10 oktober 1862.
In december zag Hoods divisie weinig actie. Tijdens de Slag bij Fredericksburg stonden zijn mannen in het rustige centrum opgesteld tussen die van Longstreet en Jackson. In de lente van 1863 miste Hood net de Slag bij Chancellorsville omdat het First Corps van Longstreet gedetacheerd was naar Suffolk, Virginia. Toen Hood vernam dat Jackson kort na de slag overleed aan zijn verwondingen en een longontsteking, rouwde hij om een man waarvoor hij zowel persoonlijk en militair een sterke bewondering had.

### Gettysburg
In de late avond van 1 juli 1863 arriveerde Longstreets korps op het slagveld van Gettysburg. Lee plande een aanval op de Noordelijke stellingen voor de volgende dag waarbij Longstreets korps de vijandelijke linkerflank zou aanvallen via de Emmitsburg Road. Hood was niet gelukkig met deze opdracht omdat hij over moeilijk terrein zou moeten oprukken. Het terrein lag bezaaid met grote keien en rotsblokken en stond bekend als Devil's Den. Hood stelde voor om rond de Noordelijke linkerflank te trekken, voorbij  [Big] Round Top, om de vijand in hun achterhoede aan te vallen. Longstreet weigerde hierop in te gaan waarbij het verwees naar de orders van Lee. Na verschillende pogingen gaf Hood het op. Om 16.00u ging zijn divisie tot de aanval over. Door verschillende factoren week de opmars af naar links waarbij ze uiteindelijk op de Noordelijke eenheden bij Little Round Top botsten. Bij het begin van de aanval werd Hood geraakt in zijn linkerarm door een granaatscherf. Zijn arm zou niet geamputeerd worden, alhoewel hij later zijn arm vrijwel niet meer kon gebruiken. Brigadegeneraal Evander M. Law verving Hood en nam het bevel van de divisie op zich. Door  deze wissel en de onduidelijkheid voor Law over de bevelen werd de kracht en richting van de aanval verder verstrooid. Dit zou een grote invloed hebben op het uiteindelijke resultaat van de veldslag.
Hood herstelde van zijn verwondingen in Richmond, Virginia. Hij nam deel aan het society leven en werd vermeld in het dagboek van Mary Boykin Chesnut. Tijdens zijn herstel had hij zijn zinnen gezet op Sally Buchanan Preston, een jonge dame uit South Carolina. Ze hadden elkaar in maart 1863 ontmoet toen hij op doorreis was. Ze had zijn hart gestolen. Toen hij kon terugkeren naar zijn eenheid vroeg hij haar ten huwelijk. Hij kreeg echter geen eenduidig antwoord.

### Chickamauga
Ondertussen had het Army of Tennessee, onder leiding van generaal Braxton Bragg, aan het westelijke front de nodige moeilijkheden gekend. Lee stuurde twee divisies van Longstreets korps ter versterking naar Tennessee. Op 18 september sloot Hood zich opnieuw aan bij zijn divisie aan de Chickamauga Creek. Bragg liet Hood een mini-korps vormen waarbij zijn twee divisies samengevoegd werden met een brigade van brigadegeneraal Bushrod Johnsons divisie. Tijdens de Slag bij Chickamauga verdreef zijn strijdmacht een Noordelijke brigade, onder leiding van kolonel Robert Minty, van Reed's Bridge. Hun aanval werd pas gestopt door geweervuur van John T. Wilders eenheid bij de Alexander’s Bridge. De Zuidelijke trokken zich terug om te hergroeperen voor de volgende dag. 
In de namiddag van 19 september sloegen Hoods soldaten een aanval af van generaal-majoor Jefferson C. Davis Hij rukte dan verder op om de eenheid van brigadegeneraal Henry D. Clayton bij te staan langs de Lafayette Road. Rond deze tijd was ook luitenant-generaal Longstreet op het strijdtoneel verschenen. Samen vormden ze een deel van de Zuidelijke linkerflank.
Op 20 september voerde Hood de aanval van Longstreets eenheden aan om een gat in de vijandelijke slaglinie uit te buiten. Dit leidde tot de nederlaag van het Noordelijke Army of the Cumberland onder leiding van generaal-majoor William Rosecrans. Tijdens deze aanval raakte Hood opnieuw zwaargewond. Hij werd geraakt in zijn rechterdijbeen. De verwonding was te ernstig en zijn been werd tot op 10 cm onder zijn heup geamputeerd. Hoods toestand was zo ernstig dat de chirurg het geamputeerde been meestuurde met de generaal in dezelfde ambulance omdat hij dacht dat ze binnenkort toch samen zouden begraven worden. Hood werd eerst naar het huis van kolonel Francis Little gestuurd om daar enkele weken op krachten te komen voor hij naar Richmond werd overgebracht. Voor zijn moed had Longstreet hem voorgedragen om gepromoveerd te worden tot luitenant-generaal met ingangsdatum 20 september 1863. Dit werd door het Zuidelijke congres bevestigd om 11 februari 1864.
Tijdens zijn verblijf in Richmond raakte Hood bevriend met de Zuidelijke president Jefferson Davis die zijn loopbaan verder zou ondersteunen. Hood zocht opnieuw contact met Buck Preston, maar ze  zou op kerstmis zijn avances opnieuw niet volledig beantwoorden. Hood nam hierover Mary Chesnut in vertrouwen en zei dat dit de zwaarste veldslag was die hij ooit had moeten leveren. In februari probeerde Hood nog eens om haar ten huwelijk te vragen. Ze gaf aarzelend toe, maar haar familie kon deze verloving niet goedkeuren. Hood vertrok als vrijgezel naar het front.

### Atlantaveldtocht en het Army of Tennessee

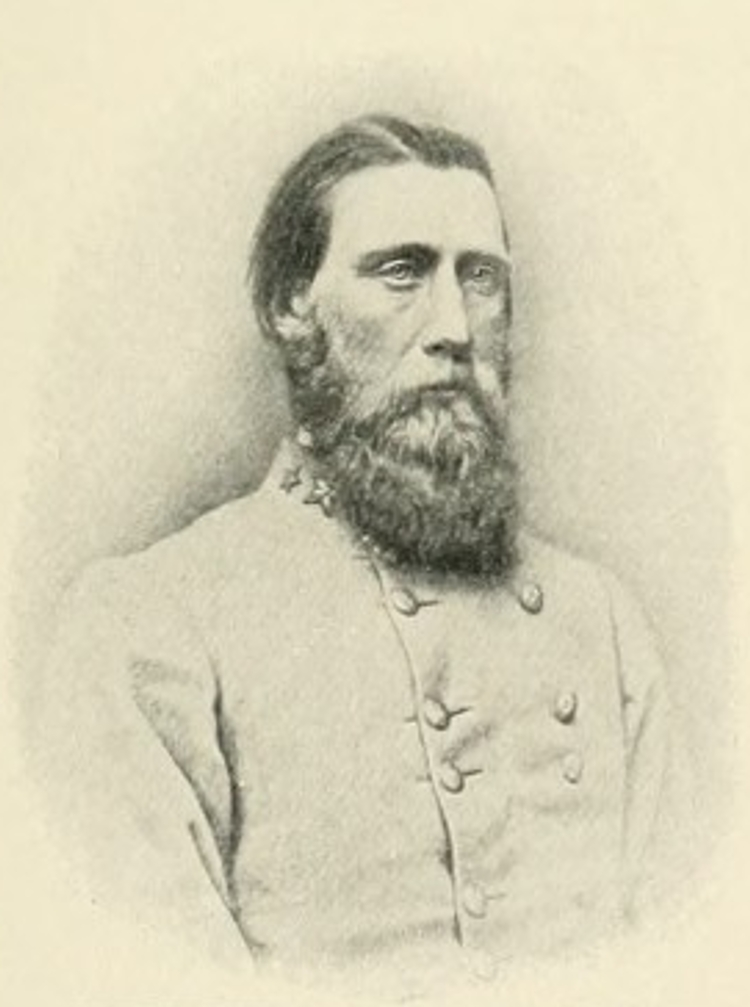
Luitenant-generaal John Bell Hood

In de lente van 1864 probeerde het Zuidelijke Army of Tennessee, onder leiding van generaal Joseph E. Johnston, de Noordelijke opmars onder leiding van generaal-majoor William T. Sherman tegen te houden. De Noordelijken rukten vanuit Chattanooga, Tennessee op naar Atlanta, Georgia. Ondanks zijn verwondingen kon Hood zijn functie opnieuw opnemen. Hij had een kunstbeen gekregen. Op veldtocht werd hij vastgebonden aan zijn paard en een aide-de-camp volgde hem overal met krukken. Het been was vervaardigd en Europa en was uit kurk gemaakt. Het werd doorheen de blokkade binnengebracht in de Zuidelijke staten. De soldaten uit de Texasbrigade hadden in één dag 3.100$ verzameld om hun oude bevelhebber een kunstbeen te geven.
Tijdens de Atlantaveldtocht kwam het regelmatig tot botsingen tussen de agressieve Hood en de voorzichtige Johnston. Hood wou meer aanvallen terwijl Johnston zijn strijdmacht wou sparen en zich tactisch terugtrok telkens als de Noordelijken hem probeerden te flankeren. Dit was dezelfde strategie die Johnston met succes had toegepast tijdens de Schiereilandveldtocht. Toen Johnston het initiatief tot de aanval nam in de Slag bij Cassville was het ironisch genoeg net door Hood dat ze de slag niet konden winnen. Hood had het bevel gekregen om een vijandelijke colonne in de flank aan te vallen, maar in de plaats daarvan trok hij zich terug en liet zijn eenheden defensieve stellingen innemen.
Daarna trok het Army of Tennessee zich verder terug tot het de laatste rivier bereikte voor Atlanta, de Chattachoochee. Ondertussen had Hood verschillende brieven gestuurd naar de Zuidelijke regering waarin hij zich zeer kritisch opstelde ten opzichte van zijn bevelhebber. President Davis stuurde generaal Braxton Bragg naar Atlanta om de zaak te onderzoeken. Bragg sprak eerst met Johnston en daarna met Hood en generaal-majoor Joseph Wheeler. Hood en Wheeler beschuldigden Johnston en William J. Hardee van lafheid. Hood vertelde aan Bragg dat hij Johnston voortdurend moest aanzetten om tot de aanval over te gaan. Ook andere generaals vertelden Bragg hetzelfde verhaal.
Op 17 juli 1864 werd Johnston ontgeven van zijn commando door president Davis. De president wou eerst Hardee promoveren, maar door tussenkomst van Bragg werd er toch gekozen voor Hood. Hij werd op 18 juli 1864 tijdelijk tot generaal benoemd en kreeg het bevel over het Army of Tennessee die voor de poorten van Atlanta bivakkeerde.  Deze tijdelijke aanstelling werd nooit bevestigd door het Zuidelijke congres. Daarom werd Hood op 23 januari 1865 opnieuw luitenant-generaal. Hood was met zijn 33 jaar de jongste generaal, aan beide zijden, die een leger onder zijn hoede kreeg. Hoewel Lee deze keuze kon beamen, was hij niet zeker of Hood over alle kwaliteiten beschikte die een goede legercommandant nodig had. 
Toen Sherman hoorde dat Hood het bevel over het Army of Tennessee had gekregen, zou hij dit gebruiken in zijn voordeel. Hij wist van zijn onderbevelhebbers, de generaal-majoors James McPherson en John Schofield, die kamergenoten waren geweest van Hood in West Point, hoe hij in elkaar zat. Sherman zou het roekeloze karakter van zijn tegestander tegen hem gebruiken.
Hood zou de rest van de Atlantaveldtocht leidden in zijn eigen roekeloze en agressieve stijl. Om de Noordelijke wurggreep op Atlanta te doorbreken, voerde Hood vier aanvallen uit. Net na zijn aanstelling viel hij onmiddellijk de Noordelijken aan bij Peachtree Creek. Toen Hood vernam dat McPherson  in de Slag bij Atlanta dodelijk gewond raakte, was Hood enorm aangedaan door dit verlies. Al zijn aanvallen mislukten waaronder de Slag bij Ezra Church waar de Zuidelijken zware verliezen leden. Uiteindelijk liet Hood op 1 september 1864 de stad evacueren. Alle militaire voorraden en gebouwen werden in brand gestoken.

### Franklin-Nashvilleveldtocht

Overzichtskaart van de Franklin-Nashvilleveldtocht
Zuidelijken
Noordelijken

Terwijl Sherman zijn voorbereidingen trof om op te rukken naar  de kust vanuit Atlanta, overlegden Hood en president Davis over de aanpak om Sherman te verslaan. Ze planden een aanval op de communicatielijnen van Sherman tussen Chattanooga en Atlanta om daarna in noordelijke richting ter marcheren door Alabama en centraal-Tennessee met de hoop dat Sherman de Zuidelijken zou achtervolgen. Hood hoopte Sherman in een beslissende slag te verslaan om daarna nieuwe soldaten te rekruteren in Tennessee en Kentucky. Vandaaruit zou hij met zijn leger via de Cumberland Gap het Army of Northern Virginia van Robert E. Lee te hulp te komen die belegerd werd bij Petersburg. Dit plan viel volledig in duigen omdat Sherman niet toehapte. Sherman schreef: "Als Hood de Ohio wil oversteken, dan zal ik hem rantsoenen meegeven….. mijn opdracht ligt in het zuiden." In plaats van Hood te achtervolgen stuurde hij generaal-majoor George Henry Thomas naar Tennessee om de verdediging tegen Hood te coördineren.
Tijdens de gesprekken tussen Hood en Davis zei de president dat hij ontgoocheld was in Hood en hem wou ontslaan. Hood had in een reeks van frontale aanvallen bijna 20.000 soldaten verloren zonder er enig voordeel uit gehaald te hebben. Toen de president vertrokken was, stuurde hij vanuit Montgomery, Alabama een telegram naar Hood waarin stond dat hij op post bleef en dat Hardee overgeplaatst zou worden. Davis stuurde generaal P.G.T. Beauregard om Hood en de bevelhebber van het Departement, luitenant-generaal Richard Taylor in de gaten te houden.
De Franklin-Nashvilleveldtocht vond plaats tussen september en december 1864. Het omvatte zeven veldslagen en er werden honderden kilometers gemarcheerd door beide legers. Hood probeerde het merendeel van het Noordelijke Army of the Ohio, onder leiding van generaal-majoor Schofield, klem te zetten bij Spring Hill voor het aansluiting kon vinden met de Noordelijke eenheden onder Thomas bij Nashville. Door een reeks van verkeerde beslissingen en communicatieproblemen kon Schofields leger ongehinderd langs het Zuidelijke leger glippen. De volgende dag stuurde Hood tijdens de Tweede Slag bij Franklin zijn leger over bijna 3 km open veld zonder artillerie-ondersteuning in een krampachtige poging om alsnog de Noordelijke eenheden van Schofield tegen te houden voor ze Nashville zouden bereiken. De Zuidelijken slaagden er niet in om de Noordelijke defensieve stellingen te veroveren. Opnieuw verloor Hood veel soldaten. Schofield bereikte met het merendeel van zijn leger Nashville. 
Hood wou zijn oorspronkelijk plan niet opgeven en sloeg het beleg rond de zwaar verdedigde hoofdstad van Tennessee. De Noordelijke generaal-majoor Thomas voerde twee weken later een tegenaanval uit waarbij de Zuidelijke linies braken en ze op de vlucht sloegen. Na de slag en tijdens de achtervolging door de Noordelijken hield het Army of Tennessee op te bestaan. Van de 38.000 soldaten waren er 23.500 gesneuveld, gewond of vermist. Hood trok met de restanten van zijn leger terug tot in Tupelo, Mississippi. Sommige eenheden zouden nog deelnamen aan de Carolina's-veldtocht van Joseph E. Johnston tegen Sherman. Beauregard liet Hood vervangen door luitenant-generaal Richard Taylor op 23 januari 1865. Tegen 8 februari was Hood terug in Richmond.

### Laatste dagen van de oorlog
In maart 1865 werd Hood naar de Trans-Mississippiregio gestuurd om de situatie daar te evalueren. Eind april had hij een ontmoeting met luitenant-generaal Taylor waarbij ze beiden overeenkwamen dat het beter was om te capituleren. Voor Hood generaal Edmund Kirby Smith kon bereiken met de beslissing van Taylor, had Smith zich al overgegeven. Hood gaf zich over in Natchez, Mississippi. Hij werd vrijgelaten uit krijgsgevangenschap op 31 mei 1865.

## Latere jaren

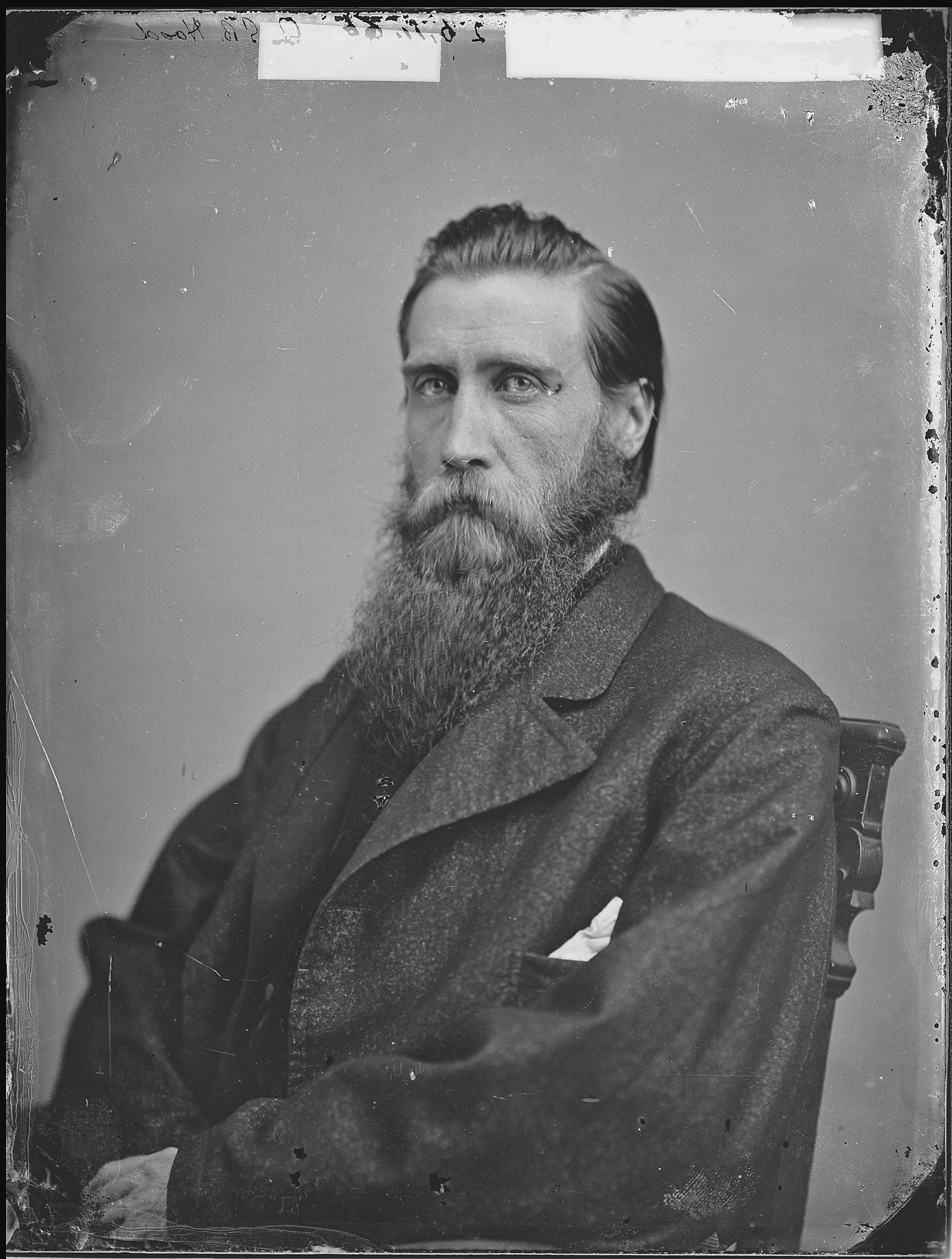
John Bell Hood na de oorlog

Na de oorlog werkte hij in New Orleans als katoenhandelaar en als voorzitter van Life Association of America, een verzekeringsmaatschappij. In 1868 huwde hij met Anna Marie Hennen uit New Orleans. Ze kregen samen 11 kinderen waaronder drie tweelingen. Hij was ook actief in verschillende verenigingen voor weduwen, wezen en gewonde soldaten.
Hij werkte ook aan zijn memoires met de titel: Advance and Retreat: Personal Experiences in the United States and Confederate States Armies. Het zou pas gepubliceerd worden na zijn dood.
Zijn verzekeringsmaatschappij ging failliet tijdens de gele koorts epidemie van 1878. In een week tijd overleden Hood, op 30 augustus 1878, en zijn vrouw en oudste dochter Lydia aan de gevolgen van gele koorts. De overgebleven tien kinderen waren nu wees en hadden geen bestaansmiddelen. De veteranenvereniging, de Texas Brigade Association, zou de volgende 20 jaar voor de kinderen zorgen. De kinderen werden geadopteerd door 7 verschillende families uit Louisiana, Mississippi, Georgia, Kentucky en New York.
Zijn stoffelijk overschot werd bijgezet in het Metairie Cemetery in New Orleans.

## Militaire loopbaan
- Cadet (USA): 1849[48]
- Color Sergeant (USA): 1852[48]
- Cadet Second Lieutenant (USA): september 1852[48]
- Brevet Second Lieutenant (USA): augustus 1853[48]
- Second Lieutenant of Cavalerie (USA): oktober 1855[48]
- First Lieutenant (USA): 17 november 1858[48]
- Captain (CSA):[48]
- Major (CSA):[48]
- Lieutenant Colonel (CSA):[48]
- Colonel (CSA):[48]
- Brigadier General (CSA): 7 maart 1862[48]
- Major General (CSA): oktober 1862[48]
- Lieutenant General (CSA): 1 februari 1864[48]